# Ioannis Orlandos

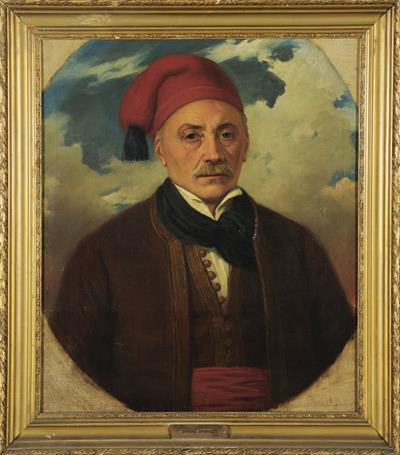
Porträt von Ioannis Orlandos, Ölgemälde auf Leinwand von M. Skaramanga.

Ioannis Orlandos (griechisch Ιωάννης Ορλάνδος; * 1770 auf Spetses; † 1852 auf Hydra) war ein griechischer Reeder und Politiker der Englischen Partei, der besonders während der Griechischen Revolution hervortrat.
Er spielte durch seine führende Rolle bei den Verhandlungen um Kredite in London eine zentrale Position bei der Finanzierung des griechischen Unabhängigkeitskampfes.

## Frühes Leben

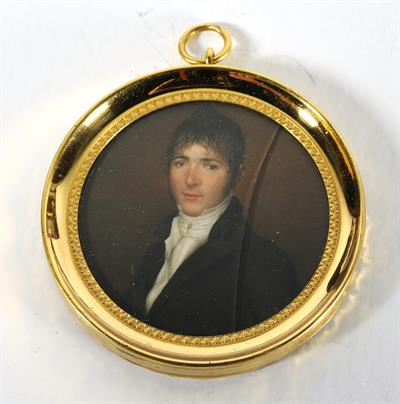
Porträt von Ioannis Orlandos, Ölgemälde.

Er entstammte einer wohlhabenden Familie aus Kranidi, die sich im 18. Jahrhundert auf Spetses niederließ.
Im Jahr 1811 zog Ioannis Orlandos auf Hydra und heiratete die Schwester von Georgios und Lazaros Koundouriotis, die den Kotzabasiden angehörten und ebenfalls Schiffseigner waren. Dort führte er ein Leben als bedeutender Reeder.

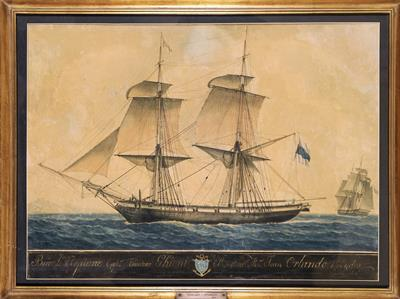
Das Schiff „Poseidon“ von I. Orlandos. Aquarell von Antoine Roux, 1820.

## Beteiligung an der Griechischen Revolution

### Politische Ämter während der Revolution
Als 1821 die Griechische Revolution ausbrach, stellte Ioannis Orlandos als Schiffseigner seine Flotte der revolutionären Verwaltung zur Verfügung. Er vertrat Hydra auf der Ersten Nationalversammlung und gehörte der zwölfköpfigen Kommission an, die den Verfassungsentwurf erarbeitete.
Weiterhin war er 1822 Mitglied des Komitees, das die Übernahme des belagerten Nafplio von den Türken organisierte, und 1823 Präsident des Bouleutiko (Parlaments) im Anschluss an die Zweite Nationalversammlung in Astros.
Vom 14. Januar bis April 1823 war er Vizepräsident der Exekutive (Regierung), am 26. April 1823 wurde er nach Lazaros Koundouriotis’ Ablehnung zum Präsidenten der Exekutive gewählt. Einen Monat später, am 22. Mai 1823, trat er „aus Enttäuschung über die politische Entwicklung und in Erwartung des bevorstehenden Bürgerkriegs“ von seinem Amt als Präsident des Bouleutiko zurück. Seine Gegner warfen ihm vor, die Koundouriotis-Fraktion begünstigt zu haben.

### Die Londoner Kreditverhandlungen

#### Hintergrund
In den ersten beiden Jahren wurde die Revolution durch spärliche öffentliche Einnahmen, Plünderungen, Beiträge ausländischer Philhellenen, außerordentliche Besteuerung des Klerus und der Klöster sowie durch Lösegeldzahlungen reicher osmanischer Gefangener finanziert. Dennoch reichten diese Mittel nicht aus, um den wachsenden Bedarf an Schiffen, Waffen und Munition zu decken oder die Partisanen regelmäßig zu entlohnen. Da der Verkauf des von Osmanen zurückgelassenen Landes zunächst untersagt war, blieb die Aufnahme von Krediten im Ausland als letzter Ausweg. Am 2. Juni 1823 designierte die Exekutive Ioannis Orlandos für diese Schlüsselrolle.

#### Das erste britische Darlehen (1824)
Da das dreiköpfige Komitee, bestehend aus Ioannis Orlandos, Andreas Louriotis und Ioannis Zaimis (oder Andreas Zaimis), zunächst nicht über die notwendigen Mittel für die Reise verfügte, reiste Ioannis Orlandos nach Kefalonia, um Lord Byron zu treffen. Vor der Abreise stellte Byron eine persönliche Anleihe von 4.000 Pfund zur Verfügung, wodurch die Delegation im Juni 1823 nach London reisen konnte, um in Zusammenarbeit mit dem London Philhellenic Committee einen Kredit auszuhandeln. Am 26. Januar 1824 traf die Delegation in London ein. Vor seiner Abreise in die britische Hauptstadt betonte Orlandos in einem Brief die Notwendigkeit der Einheit und die Vermeidung ziviler Konflikte.

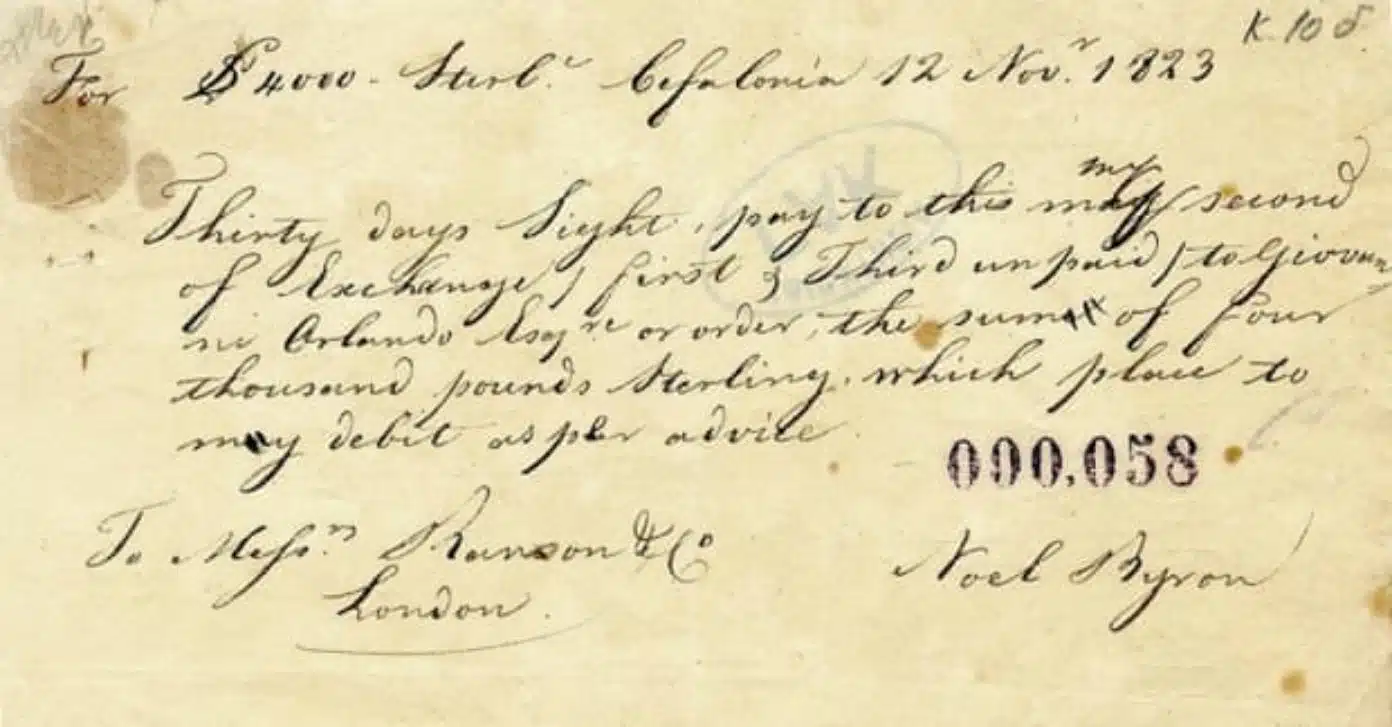
Kefalonia: In dem Scheck schreibt Byron vor, dass 4.000 Pfund (heute 332.000 Pfund) an Ioannis Orlandos gezahlt werden, um Geld zu erhalten und nach London zu reisen.

Das Komitee nahm Kontakt mit der stärksten Wirtschaftsmacht der damaligen Zeit, dem Vereinigten Königreich, auf. Im Januar 1824 führte Ioannis Orlandos als Mitglied der griechischen Delegation die Verhandlungen über das erste britische Darlehen während der Revolution. Gemeinsam mit dem Komitee wurde Ioannis Orlandos vom britischen Außenminister George Canning empfangen.
Am 9. Februar 1824 unterzeichneten Orlandos und seine Mitgesandten das erste griechische Darlehen mit der Bank Loughman, O'Brion and Ellice Co. Die Anleihe belief sich auf 800.000 Pfund, von denen Griechenland jedoch nur 59 % (472.000 Pfund) erhielt. Nach Abzügen für Zinsen, Provisionen und Verwaltungskosten kamen letztlich lediglich 298.700 Pfund an, und das mit erheblicher Verzögerung. Ein großer Teil der Mittel wurde ineffizient oder aus parteipolitischen Gründen verteilt, vor allem an Anhänger von Alexandros Mavrokordatos und Georgios Koundouriotis, darunter auch Giannis Gouras.

#### Das zweite britische Darlehen (1825)
Da die erste Anleihe rasch aufgebraucht war, genehmigte die Nationalversammlung am 31. Juli 1824 eine weitere Kreditaufnahme. Wiederum wurde Orlandos gemeinsam mit Andreas Louriotis und Georgios Spaniolakis beauftragt, eine neue Finanzierung zu sichern. Die Delegation wurde in Paris und London empfangen, wobei britische Bankiers erneut bevorzugt wurden.

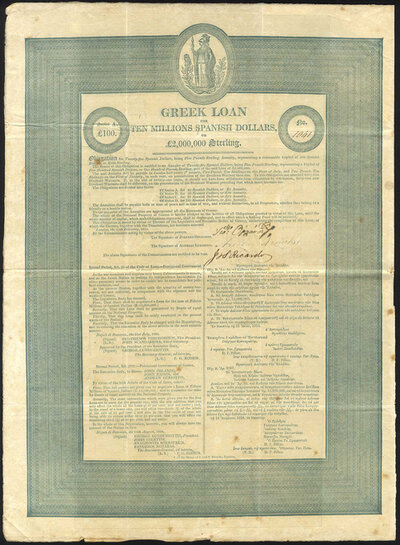
Darlehen der griechischen Regierung in Höhe von 2.000.000 Pfund Sterling (2 Millionen Pfund Sterling; L100-Anleihen Nr. 1041), unterzeichnet als Auftragnehmer von J. S. Ricardo, mit verziertem Rand „Athena“ oben.

Im Jahr 1825 gehörte Ioannis Orlandos erneut zur griechischen Verhandlungsdelegation. Am 7. Februar 1825 wurde eine zweite Anleihe über 2 Millionen Pfund mit den Bankiers Ellice, Hobhouse, Burdett und den Brüdern Ricardo abgeschlossen. Griechenland erhielt davon 55 % (1.100.000 Pfund), doch nach Abzügen erreichten letztlich nur 232.558 Pfund das Land. Die britischen Darlehen milderten dennoch die Spannungen zwischen Partisanenführern, da sie zur Zusammenarbeit gezwungen waren.
1825 kehrte er nach Griechenland zurück und vertrat weiterhin Hydra in den Nationalversammlungen.

## Internationale Kontakte
Als einige amerikanische Freiwillige eintrafen, um für die griechische Unabhängigkeit zu kämpfen, schätzte er sie besonders. In einem Schreiben an die Brüder Koundouriotis vermerkte er: „Empfangt sie angemessen und zeigt Gastfreundschaft, denn diese freie und gute Nation steht vollständig auf unserer Seite, und in Amerika herrscht große Begeisterung für die griechische Sache.“
Jeremy Bentham erwog, Ioannis Orlandos als Justizminister für das konstitutionelle unabhängige Griechenland einzusetzen. In einem Schreiben an Leicester Stanhope bemerkte er dazu: „Könnte Orlando, frage ich mich, dazu gebracht werden [...] als Justizminister zu dienen? Ich höre gerade, dass sein Plan, ebenso wie der von Luriottis, darin besteht, in ihrer jetzigen Situation noch zwei Jahre länger zu bleiben. Ich denke daran, ihn darauf anzusprechen, wenn mein Gesetzbuch in einem lesbaren Zustand ist.“
Während seiner Zeit in London hielt Ioannis Orlandos auch Kontakt zu dem Büchsenmacher und späteren Abgeordneten Belgiens, Maximilien Lesoinne, mit dem er über militärische Ausrüstung verhandelte.

## Nach der Griechischen Revolution
Ioannis Orlandos unterstützte die Englische Partei, da er Großbritanniens maritime Stärke und liberale Tradition für vorteilhaft hielt. Später opponierte er gegen Ioannis Kapodistrias und soll ein britisches Protektorat befürwortet haben. Im Sommer des Jahres 1831 beteiligte er sich an anti-kapodistrischen Protesten auf Hydra.

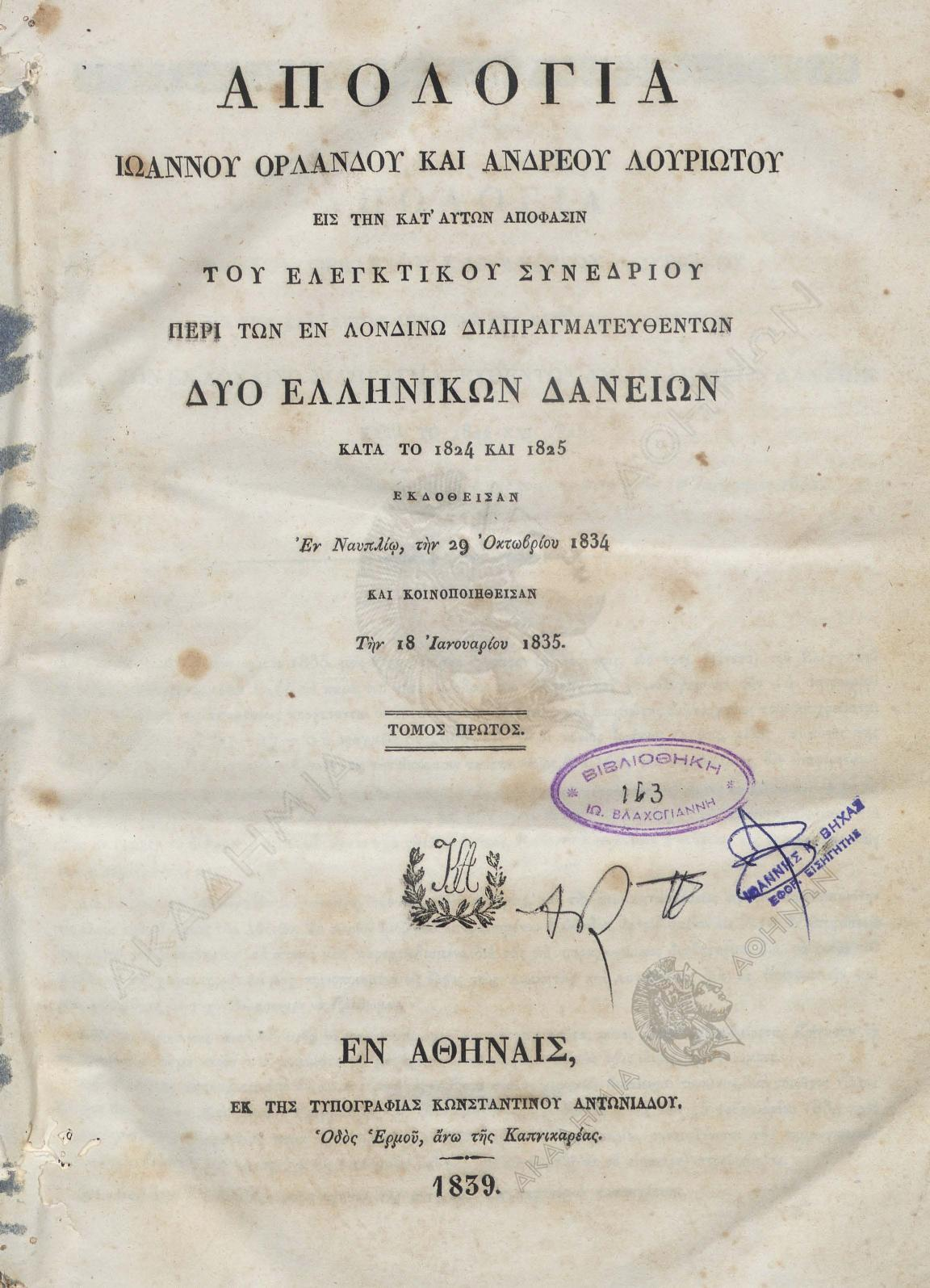
Titelblatt der Apologie von Ioannis Orlandos und Andreas Lourioits in zwei Bänden (1839 & 1840)

Im Jahr 1835 wurden Ioannis Orlandos und Andreas Louriotis vom Rechnungshof für den Verlust von 28.769 Pfund verantwortlich gemacht. Daraufhin veröffentlichten sie 1839 eine zweibändige Rechtfertigung, die sie später widerriefen.
Im Jahr 1837 war er eines der Gründungsmitglieder der Archäologischen Gesellschaft von Athen.
Mehrere seiner an Ioannis Kolettis gerichteten Briefe sind heute in der Akademie von Athen erhalten.